# Cúbica de Neuberg

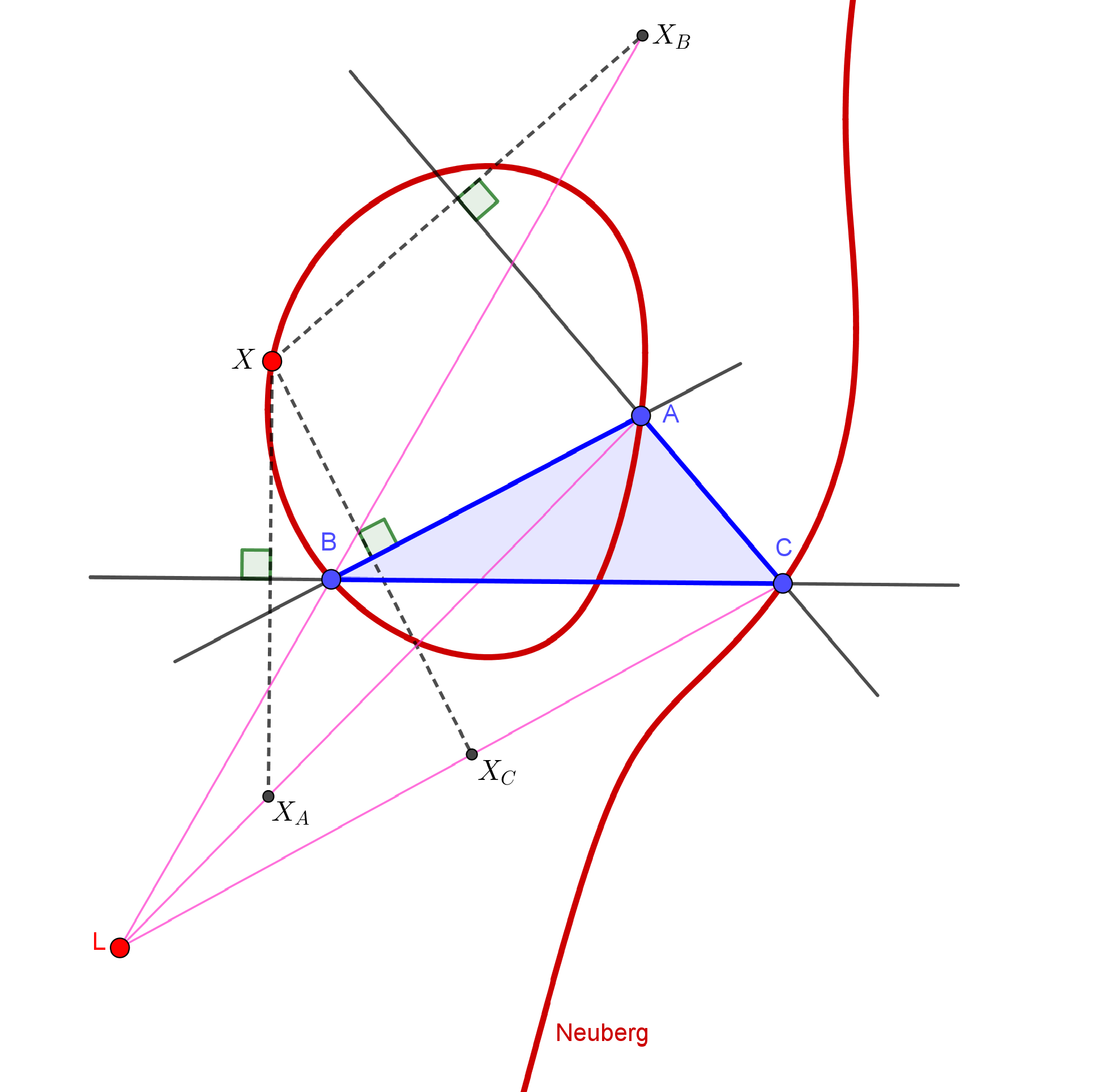
Cúbica de Neuberg del triángulo △ABC mostrando una de las propiedades definitorias de un punto arbitrario X en la curva

En geometría euclídea, la cúbica de Neuberg es una curva cúbica plana especial asociada con un triángulo de referencia con varias propiedades notables. Lleva el nombre de Joseph Neuberg (1840-1926), un matemático luxemburgués que introdujo por primera vez la curva en un artículo publicado en 1884. La curva aparece como el primer elemento, con el número de identificación K001, en Catalogue of Triangle Cubics de Bernard Gilbert. que es una recopilación de información extensa sobre más de 1200 cúbicas triangulares.

## Definiciones
La cúbica de Neuberg se puede definir como un lugar geométrico de muchas maneras diferentes. Una forma es definirlo como el lugar geométrico de un punto P en el plano del triángulo de referencia △ABC de modo que, si las reflexiones de P en las líneas laterales del triángulo △ABC son Pa, Pb, Pc, entonces las líneas APa, BPb, CPc son concurrentes. Sin embargo, es necesario demostrar que el lugar así definido es en realidad una curva cúbica. Una segunda forma es definirlo como el lugar geométrico del punto P de modo que si Oa, Ob, Oc son los circuncentros de los triángulos △BPC, △CPA, △APB, entonces las rectas AOa, BOb, Oc son concurrentes. Otra forma más es definirla como el lugar geométrico de P que satisface la siguiente propiedad conocida como "cuadrángulos involutivos" (esta fue la forma en que Neuberg introdujo la curva):
{\displaystyle {\begin{vmatrix}1&BC^{2}+AP^{2}&BC^{2}\times AP^{2}\\1&CA^{2}+BP^{2}&CA^{2}\times BP^{2}\\1&AB^{2}+CP^{2}&AB^{2}\times CP^{2}\end{vmatrix}}=0}

## Ecuación
Sean a, b, c las longitudes de los lados del triángulo de referencia △ABC. Entonces la ecuación de la cúbica de Neuberg de △ABC en coordenadas baricéntricas (n-simplex) x : y : z es
{\displaystyle \sum _{\text{cyclic}}[a^{2}(b^{2}+c^{2})-(b^{2}-c^{2})^{2}-2a^{4}]x(c^{2}y^{2}-b^{2}z^{2})=0}

## Otra terminología: curva de 21 puntos, curva de 37 puntos

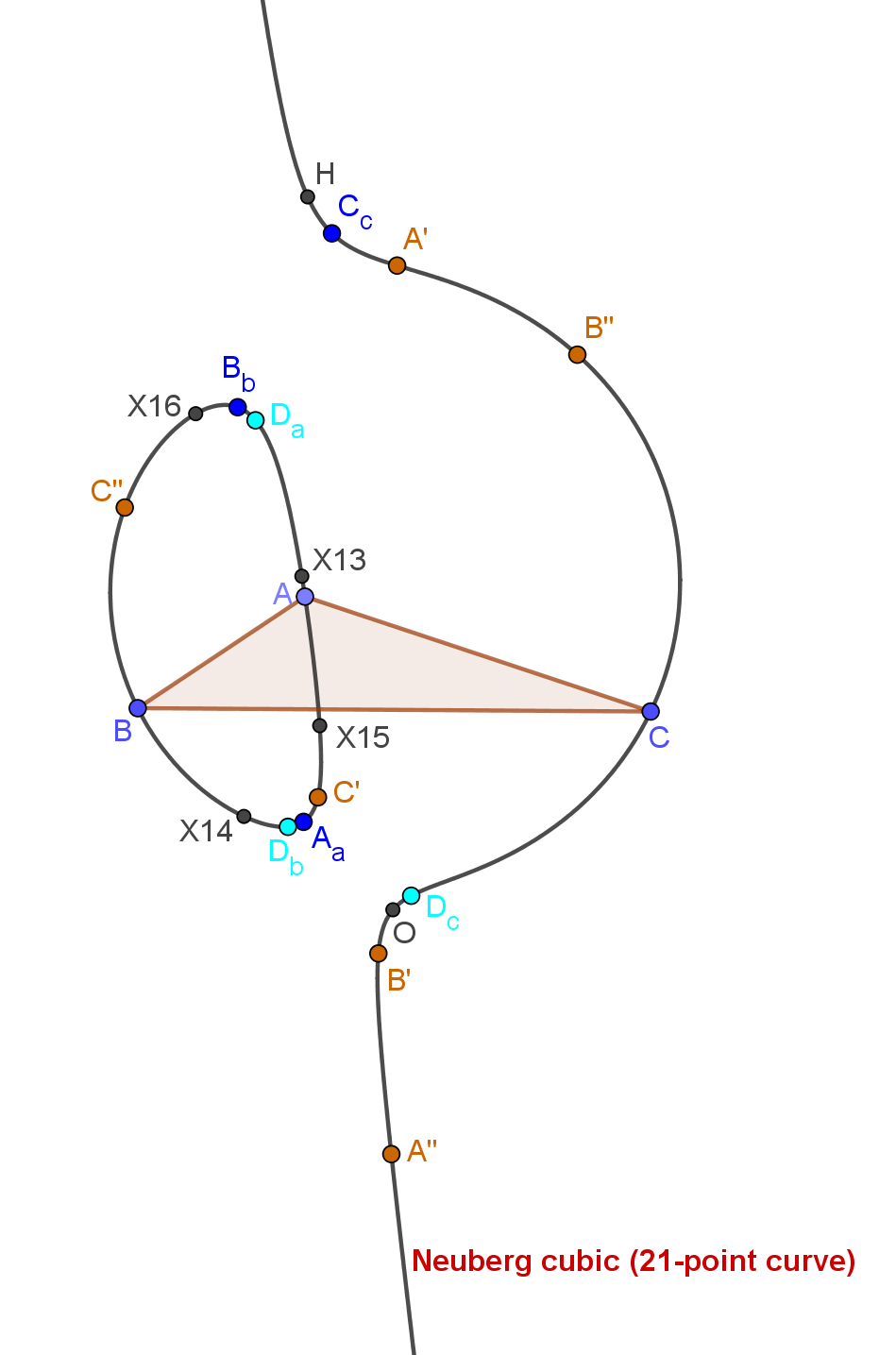
Neuberg cubic (21-point cubic) of triangle △ABC showing the 21-point special points on it

En la literatura más antigua, la curva de Neuberg se denomina comúnmente curva de 21 puntos. La terminología se refiere a la propiedad de la curva descubierta por el propio Neuberg de que pasa por ciertos 21 puntos especiales asociados con el triángulo de referencia. Suponiendo que el triángulo de referencia es △ABC, los 21 puntos se enumeran a continuación.
- Los vértices A, B, C
- Los reflejos Aa, Bb, Cc de los vértices A, B, C en las líneas laterales opuestas
- El altura (triángulo) H
- El circunferencia circunscrita O
- Los tres puntos Da, Db, Dc donde Da es el reflejo de A en la recta que une Qbc}} y Qcb}} donde Qbc}} es la intersección de la mediatriz de AC con AB y Qcb}} es la intersección de la mediatriz de AB con AC; Db y Dc se definen de manera similar
- Los seis vértices A', B', C', A", B", C" de los triángulos equiláteros construidos sobre los lados del triángulo △ABC
- Los dos centros isogónicos (los puntos X(13) y X(14) en el Enciclopedia de Centros del Triángulo)
- Los dos punto isodinámico (los puntos X(15) y X(16) en la Enciclopedia de centros de triángulos)

La figura adjunta muestra la cúbica de Neuberg del triángulo △ABC con los 21 puntos especiales mencionados anteriormente.
En un artículo publicado en 1925, B. H. Brown informó sobre su descubrimiento de 16 puntos especiales adicionales en la cúbica de Neuberg, lo que elevaba el número total de puntos especiales conocidos en la cúbica a 37. Debido a esto, a veces también se hace referencia a la cúbica de Neuberg como la Cúbico de 37 puntos. Actualmente, se sabe que en la cúbica de Neuberg se encuentran una gran cantidad de puntos especiales. El Catálogo de Gilbert tiene una página especial dedicada a una lista de puntos especiales que también son centros de triángulos.

## Algunas propiedades del cúbico de Neuberg

### Cúbico de Neuberg como cúbico circular
La ecuación en coordenadas trilineales de la recta en el infinito en el plano del triángulo de referencia es
{\displaystyle ax+by+cz=0}
Hay dos puntos especiales en esta línea llamados  circular points at infinity. Cada círculo en el plano del triángulo pasa por estos dos puntos y cada cónica que pasa por estos puntos es un círculo. Las coordenadas trilineales de estos puntos son
{\displaystyle {\begin{aligned}&\cos B+i\sin B:\cos A-i\sin A:-1\\&\cos B-i\sin B:\cos A+i\sin A:-1\end{aligned}}}
donde {\displaystyle i={\sqrt {-1}}}. Cualquier curva cúbica que pasa por los dos puntos circulares en el infinito se llama cúbica circular. La cúbica de Neuberg es una cúbica circular.

### La cúbica de Neuberg como una cúbica isogonal fundamental
El conjugado isogonal de un punto P respecto de un triángulo △ABC es el punto de concurrencia de las reflexiones de las rectas PA, PB, PC respecto de las bisectrices de A, B, C respectivamente. El conjugado isogonal de P a veces se denota por P*. El conjugado isogonal de P* es P. Una cúbica autoisogonal es una cúbica triangular que es invariante bajo conjugación isogonal. Una cúbica isogonal fundamental es una cúbica en la que los puntos P que se encuentran en la cúbica y sus conjugados isogonales son colineales con un punto fijo Q conocido como punto de pivote de la cúbica. La cúbica de Neuberg es una cúbica isogonal fundamental que tiene su pivote en la intersección de Recta de Euler con  line at infinity. En la Enciclopedia de centros de triángulos de Kimberling, este punto se denota por X(30).

### Neuberg cúbico como pivotol ortocúbico
Sea P un punto en el plano del triángulo △ABC. Las líneas perpendiculares en P a AP, BP, CP intersecan a BC, CA, AB respectivamente en Pa, Pb, Pc y estos puntos se encuentran en una línea LP}}. Sea LP}} el polo trilineal de P⊥. Una cúbica isopivotal es un triángulo cúbico que tiene la propiedad de que hay un punto fijo P tal que, para cualquier punto M de la cúbica, los puntos P, M, M⊥ son colineales. El punto fijo P se llama ortopivote de la cúbica. La i cúbica de Neuberg
s una cúbica ortopivotal con ortopivote en el circuncentro del triángulo.

## Lectura adicional
- Zvonko Čerin (1998). «Locus properties of the Neuberg cubic». Journal of Geometry 63 (1–2): 39-56. S2CID 116778499. doi:10.1007/BF01221237. Consultado el 30 de noviembre de 2021.
- T. W. Moore and J. H. Neelley (May 1925). «The Circular Cubic on Twenty-One Points of a Triangle». The American Mathematical Monthly 32 (5): 241-246. JSTOR 2299192. doi:10.1080/00029890.1925.11986451. Consultado el 2 de diciembre de 2021.
- Abdikadir Altintas, Sobre algunas propiedades de Neuberg Cubic
- Bernard Gilbert. «Neuberg Cubics». Cubics in the Triangle Plane. Consultado el 2 de diciembre de 2021.